# Bullet in the Head (singolo)
Bullet in the Head è un singolo del gruppo musicale statunitense Rage Against the Machine, pubblicato il 29 dicembre 1992 come secondo estratto dall'album omonimo. Il brano originariamente era presente nel primo demo della band, Rage Against the Machine.
Entrambe le immagini della copertina e del retro sono state realizzate dal fotografo francese Marc Riboud.

## Descrizione
Il brano è caratterizzato, nella prima parte, da una strofa hip hop in cui a un riff di basso ipnotico e dal peculiare ricorso al bicorde, fa da contraltare la chitarra rumorista di Tom Morello, ricca di feedback e larsen controllati. L'inciso, caratterizzato da inserti in 6/4, mira a ricreare l'effetto di un'esplosione.
La seconda parte della canzone si fonda su un riff aggressivo e ossessivo di chitarra e basso, con l'iterazione continua della frase "A bullet in your head". Gli elementi di variazione del brano sono dati dall'alternarsi di ritmi di batteria (dapprima quasi rap, per poi andare sull'hard rock e infine sul punk) e da un lungo crescendo con basso solista in cui il cantante Zack de la Rocha rappa la frase "You stand in a line believin' their lies. You're bowing down to the flag, you've got a bullet in your head".
Il testo del brano è un attacco alla società capitalista che annichilisce il pensiero critico e anticonformista, lobotomizzando il popolo.

## Tracce
Testi di Zack de la Rocha, musiche dei Rage Against the Machine.
CD
1. Bullet in the Head (Album Version) – 5:12
2. Bullet in the Head (Remix) – 5:40
3. Bullet in the Head (Live) – 5:47
4. Settle for Nothing (Live) – 4:59
5. Bullet in the Head (Sir Jinx Remix) – 5:39

7"
Lato A
1. Bullet in the Head (Album Version) – 5:07

Lato B
1. Settle for Nothing (Live) – 4:59

12"
1. Bullet in the Head (Remix) – 5:37
2. Bullet in the Head (Album Version) – 5:07
3. Settle for Nothing (Live) – 4:59

## Formazione
- Zack de la Rocha – voce
- Tom Morello – chitarra
- Tim "C" Commerford – basso
- Brad Wilk – batteria

## Classifiche
| Chart (1993) | Posizione massima |
| ------------ | ----------------- |
| Regno Unito  | 16                |